# Női 4 × 5 km-es sífutóváltó a 2014. évi téli olimpiai játékokon
A 2014. évi téli olimpiai játékokon a sífutás női 4 × 5 km-es váltó versenyszámát február 15-én rendezték. A verseny helyi idő szerint 14 órakor, magyar idő szerint 11 órakor kezdődött. Az aranyérmet egy nagyon szoros befutót követően a svéd csapat nyerte. A versenyszámban nem vett részt magyar csapat.

## Végeredmény
Az időeredmények másodpercben értendők.
| Helyezés | R  | Csapat                                                                                              | Idő                                     | Hátrány |
| -------- | -- | --------------------------------------------------------------------------------------------------- | --------------------------------------- | ------- |
| Arany    | 2  | Svédország (SWE) · Ida Ingemarsdotter · Emma Wikén · Anna Haag · Charlotte Kalla                    | 53:02,7 14:09,8 14:02,3 12:40,2 12:10,4 | —       |
| Ezüst    | 5  | Finnország (FIN) · Anne Kyllönen · Aino-Kaisa Saarinen · Kerttu Niskanen · Krista Lähteenmäki       | 53:03,2 14:21,2 13:51,3 12:14,4 12:36,6 | +0,5    |
| Bronz    | 7  | Németország (GER) · Nicole Fessel · Stefanie Böhler · Claudia Nystad · Denise Herrmann              | 53:03,6 14:13,4 13:59,9 12:19,1 12:31,2 | +0,9    |
| 4.       | 6  | Franciaország (FRA) · Aurore Jéan · Célia Aymonier · Anouk Faivre Picon · Coraline Hugue            | 53:47,7 14:12,1 14:13,8 12:34,5 12:47,3 | +45,0   |
| 5.       | 1  | Norvégia (NOR) · Heidi Weng · Therese Johaug · Astrid Uhrenholdt Jacobsen · Marit Bjørgen           | 53:56,3 14:12,0 14:13,5 12:34,5 12:56,3 | +53,6   |
| 6.       | 3  | Oroszország (RUS) · Julija Ivanov · Olga Kuzjukova · Natalja Zsukova · Julija Csekaljova            | 54:06,3 14:05,5 14:37,2 12:34,9 12:48,7 | +1:03,6 |
| 7.       | 9  | Lengyelország (POL) · Kornelia Kubińska · Justyna Kowalczyk · Sylwia Jaśkowiec · Paulina Maciuszek  | 54:38,9 14:37,4 13:47,7 12:34,2 13:39,6 | +1:36,2 |
| 8.       | 8  | Olaszország (ITA) · Virginia de Martin Topranin · Elisa Brocard · Marina Piller · Ilaria Debertolis | 55:19,9 14:26,9 14:49,4 12:43,9 13:20,7 | +2:17,2 |
| 9.       | 4  | Egyesült Államok (USA) · Kikkan Randall · Sadie Bjornsen · Elizabeth Stephen · Jessica Diggins      | 55:33,4 14:45,2 14:31,8 12:48,2 13:32,2 | +2:30,7 |
| 10.      | 12 | Csehország (CZE) · Eva Vrabcová-Nývltová · Karolína Grohová · Petra Nováková · Klára Moravcová      | 56:29,8 14:06,1 15:25,3 13:06,4 13:52,0 | +3:27,1 |
| 11.      | 13 | Szlovénia (SLO) · Alenka Čebašek · Katja Višnar · Barbara Jezeršek · Vesna Fabjan                   | 56:37,0 14:18,2 15:39,1 12:56,1 13:43,6 | +3:34,3 |
| 12.      | 10 | Ukrajna (UKR) · Tetyana Antipenko · Valentina Sevcsenko · Marina Ancibor · Katerina Hrihorenko      | 56:56,1 15:10,6 14:55,4 13:01,7 13:48,4 | +3:53,4 |
| 13.      | 11 | Ausztria (AUT) · Katerina Smutna · Nathalie Schwarz · Teresa Stadlober · Veronika Mayerhofer        | 57:04,7 14:20,3 15:36,8 13:08,7 13:58,9 | +4:02,0 |
| 14.      | 14 | Kanada (CAN) · Perianne Jones · Daria Gaiazova · Emily Nishikawa · Brittany Webster                 | 59:13,6 15:50,9 15:09,5 13:27,3 14:52,9 | +6:10,9 |